# Reinaldo Pared Pérez
Reinaldo de las Mercedes Pared Pérez (Santo Domingo, 25 de septiembre de 1956-Juan Dolio, 28 de octubre de 2021) fue un abogado, catedrático y político dominicano que ejerció como presidente del Senado de la República Dominicana, durante catorce años, en los períodos de 2006 a 2014 y de 2016 a 2020.

## Biografía
Era hijo de Reynaldo Pared Díaz y Milagros Pérez de Pared. Estaba casado, al momento de su fallecimiento con su compañera de muchos años, la Dra. Ingrid Mendoza de Pared, abogada, con quien procreó a Andrés Arturo y María del Pilar Pared Mendoza. También son sus hijos Reinaldo y Melinee Pared Suazo, hijos de un matrimonio anterior. Son sus hermanos Sigfrido Pared Pérez, Carlos Pared Pérez y Rienzi Pared Pérez.
Fue doctor en Derecho de la Universidad Autónoma de Santo Domingo, (UASD), en el año 1981. Recibió el premio J. Humberto Ducoudray por ser el estudiante más sobresaliente de su promoción.
Durante muchos años fue catedrático en la Carrera de Derecho, de la Universidad Autónoma de Santo Domingo, (UASD) y de la Universidad Tecnológica de Santiago (UTESA), impartiendo asignaturas relacionadas con el Derecho Civil, Derecho Comercial, Introducción al Derecho y Derecho Romano.
Participó y fue expositor tanto nacional como internacionalmente en diferentes charlas, congresos y conferencias en las diversas áreas del Derecho, y también sobre temas como los Ayuntamientos y Vida Municipal; Elecciones y Ley Electoral; Partidos Políticos; Los Legisladores; El Congreso Nacional y muchas otras. Reinaldo laboró desde el año 1984 hasta 2002, como abogado asociado en el bufete del doctor Ramón Tapia Espinal, ofreciendo desde allí sus servicios profesionales a diversas empresas y compañías del país.

### Partido de la Liberación Dominicana (PLD)
Ingresó en el Partido de la Liberación Dominicana (PLD) en 1975, iniciándose como Circulista. En 1977 fue secretario general de un comité de base, luego delegado político ante una mesa electoral. Posteriormente fue miembro de la Dirección Intermedia y Secretario General de dicha dirección. Fue elegido como Regidor en el Ayuntamiento del Distrito Nacional durante los períodos 1986-1990 y 1990-1994, llegando a ser vocero del Bloque de Regidores del PLD en este último período. También fue Delegado Político del PLD ante la Junta Electoral del Distrito Nacional y luego Delegado Político del PLD ante la Junta Central Electoral, durante varios años. En 1994 ingresa al Comité Central del PLD y desde el año 1999 forma parte del Comité Político del Partido de la Liberación Dominicana. Durante los períodos 1996-1998 y 1998-2002 fue diputado del Congreso Nacional por el PLD, llegando a ser el vocero del bloque de diputados de su partido. En el año 2001 es electo como Secretario General del PLD, siendo reelegido para dicho cargo en el año 2005, y en la actualidad sigue ocupando esas funciones. El Dr. Reinaldo Pared Pérez, además ha sido titular de diversas Secretarías del PLD y miembro del Comité Nacional de Campaña del PLD en las Elecciones Nacionales desde el año 1994 hasta las últimas acontecidas en 2012.

### Senador por el Distrito Nacional (2006)
En el año 2006 es electo como senador del Distrito Nacional por el Partido de la Liberación Dominicana (PLD), por un período de 4 años. En las elecciones Congresuales y Municipales del año 2010, el Dr. Reinaldo Pared Pérez se presenta nuevamente como candidato a Senador del Distrito Nacional por el PLD y sus aliados, resultando ganador y reelecto como senador por el Distrito, para el período 2010-2016, con más del cincuenta por ciento de los votos emitidos. En esta ocasión su principal contrincante fue la Dra. Milagros Ortiz Bosch, quien había sido Vicepresidenta de la República durante 2000-2004.[cita requerida]
Reinaldo ocupó la Presidencia del Senado de la República Dominicana, durante los períodos 2006-2010, 2010-2014 y desde el año 2016 hasta el 2020, cuando no volvió a presentarse en las elecciones como candidato a Senador del Distrito Nacional. Además, en su calidad de Presidente de la Asamblea Nacional, le  correspondió tomarle el juramento como Presidente Constitucional de la República, al doctor Leonel Fernández Reyna, en el año 2008 y al licenciado Danilo Medina Sánchez, en el año 2012. Durante su gestión, en su calidad de Presidente de dicha instancia legislativa, dirigió y condujo el conocimiento y la aprobación de un gran número de leyes.

## Fallecimiento
El 28 de octubre del 2021, Reinaldo Pared Pérez decide quitarse la vida en Juan Dolio, a causa de la depresión causada por situaciones diferentes que sufrió y vivió, además de un cáncer en el esófago que le fue detectado en marzo del año 2020.